# Danh sách Euroregion
Trong chính trị châu Âu, thuật ngữ Euroregion được sử dụng để chỉ những cơ cấu hợp tác xuyên quốc gia gồm hai (hay nhiều) lãnh thổ tiếp giáp nhau nhưng thuộc các quốc gia khác nhau của châu Âu. Vùng châu Âu không tương ứng với bất kỳ thể chế lập pháp hay chính quyền nào, cũng không có quyền lực chính trị trực tiếp. Các chính quyền địa phương trong vùng hợp tác với nhau vì những lợi ích chung xuyên biên giới, phối hợp với nhau cung cấp các hàng hóa công cộng chung cho những người dân sinh sống nơi vùng biên.
Dưới đây là danh sách các vùng châu Âu.
| Tên vùng Tên bằng các ngôn ngữ địa phương | Quốc gia                                                        | Năm thành lập |
| --- | --------------------------------------------------------------- | ------------- |
| Vùng châu Âu Adriatic | Albania, Bosna và Hercegovina, Croatia, Ý, Montenegro, Slovenia | 2006          |
| Vùng châu Âu Anpơ-Địa Trung Hải Euroregione Alpi Mediterraneo Eurorégion Alpes-Méditerranée                                                   | Pháp, Ý                                                         | 2007          |
| Ủy ban quần đảo Interreg Saaristo Interreg Skärgården                                                                                         | Phần Lan, Thụy Điển                                             | 1978          |
| Vùng châu Âu ARKO (Arvika/Kongsvinger) | Na Uy, Thụy Điển                                                | 1978          |
| Vùng châu Âu Baltic Euroregion Baltija Euroregion Bałtyk                                                                                      | Đan Mạch, Litva, Ba Lan, Nga, Thụy Điển                         | 1998          |
| Hội đồng Barents Bắc Cực-châu Âu Barentsrådet                                                                                                 | Phần Lan, Na Uy, Nga, Thụy Điển                                 | 1993          |
| vùng châu Âu rừng Bayern - rừng Bohemia / Šumava Euroregio Bayerischer Wald-Böhmerwald/Sumava Euroregion Šumava-Bavorský les                  | Áo, Cộng hòa Czech, Đức                                         | 1994          |
| Vùng châu Âu Belasitsa | Bulgaria, Hy Lạp, Cộng hòa Macedonia                            | 2003          |
| "BENEGO" (Belgisch-Nederlands Grensoverleg = Tham vấn biên giới Bỉ-Hà Lan)                                                                    | Bỉ, Hà Lan                                                      | 1980          |
| Vùng châu Âu Benelux-Middengebied | Bỉ, Luxembourg, Hà Lan                                          | 1984          |
| Vùng châu Âu Beskydy Euroregion Beskidy Euroregión Beskidy                                                                                    | Cộng hòa Czech, Ba Lan, Slovakia                                | 2000          |
| Vùng châu Âu biển Đen Euroregiunea Mării Negre Черноморски еврорегион                                                                         | Bulgaria, România                                               | 2008          |
| Vùng châu Âu rừng Białowieża Euroregion Puszcza Białowieska                                                                                   | Belarus, Ba Lan                                                 | 2002          |
| Vùng châu Âu Biharia Euroregiunea Biharia Biharia Eurorégió                                                                                   | România, Hungary                                                | 2007?         |
| Vùng châu Âu Bornholm và Tây Nam Skåne | Đan Mạch, Thụy Điển                                             | 1980          |
| Vùng châu Âu Bug | Belarus, Ba Lan, Ukraina                                        | 1995          |
| Vùng châu Âu Carpath Euroregiunea Carpaticǎ Euroregion Karpacki Karpatský euroregión Kárpátok eurorégió                                       | Hungary, Ba Lan, România, Slovakia, Ukraina                     | 1993          |
| Ủy ban Trung Bắc Mittnordenkommittén | Phần Lan, Na Uy, Thụy Điển                                      | 1977          |
| Vùng châu Âu Cieszyn Silesia Euroregion Tešínské Slezsko Euroregion Śląsk Cieszyński                                                          | Cộng hòa Séc, Ba Lan                                            | 1998          |
| Vùng châu Âu xuyên eo biển (một phần của hội đồng và mạng lưới khu vực Arc Manche) Kent & Nord Pas-de-Calais/Belgium Region Transmanche       | Bỉ, Pháp, Anh                                                   | 1991          |
| Vùng châu Âu 21 Donau | Bulgaria, România, Serbia                                       | 1992          |
| Donau-Kris-Mures-Tisa Euroregiunea Dunăre - Criş - Mureş - Tisa Duna - Körös - Maros - Tisza Eurorégió Evroregija Dunav - Kriš - Moriš - Tisa | România, Hungary, Serbia                                        | 1997          |
| Vùng châu Âu Dobrava | Cộng hòa Czech, Ba Lan                                          | 2001          |
| Vùng châu Âu Drina-Sava-Majevica | Bosna và Hercegovina, Croatia, Serbia                           | 2003          |
| Vùng châu Âu East Sussex/Seine-Maritime/Somme (một phần của hội đồng và mạng lưới khu vực Arc Manche) Rives-Manche Region                     | Pháp, Anh                                                       | 1993          |
| Vùng châu Âu Egrensis EuroRegio Egrensis | Cộng hòa Czech, Đức                                             | 1993          |
| Vùng châu Âu Elbe/Labe EURORegion Elbe-Labe                                                                                                   | Cộng hòa Czech, Đức                                             | 1992          |
| Vùng Ems Dollart Eems-Dollard Regio | Đức, Hà Lan                                                     | 1977          |
| "EUREGIO" Euregion Gronau | Đức, Hà Lan                                                     | 1958          |
| Vùng châu Âu Balkans | Bulgaria, Cộng hòa Macedonia, Serbia                            | 2002          |
| Vùng châu Âu Glacensis Euroregion Pomezí Čech, Moravy a Kladska                                                                               | Cộng hòa Czech, Ba Lan                                          | 1996          |
| Vùng châu Âu Bắc Galicia Euroregião Galiza-Norte Eurorrexión Galiza-Norte                                                                     | Tây Ban Nha, Bồ Đào Nha                                         | 2008          |
| Vùng châu Âu Helsinki-Tallinn | Estonia, Phần Lan                                               | 1999          |
| Vùng châu Âu Inn-Salzach Inn-Salzach EuRegio                                                                                                  | Áo, Đức                                                         | 1994          |
| Vùng châu Âu Inntal | Áo, Đức                                                         | 1998          |
| Vùng châu Âu Insubrica Regio Insubrica | Ý, Thụy Sĩ                                                      | 1995          |
| Hội nghị Hồ Bodensee Quốc tế Internationale Bodenseekonferenz                                                                                 | Áo, Đức, Thụy Sĩ                                                | 1972          |
| Vùng châu Âu Ister-Granum Ister-Granum Eurorégió                                                                                              | Hungary, Slovakia                                               | 2003          |
| Vùng châu Âu Karelia | Phần Lan, Nga                                                   | 2000          |
| Hội đồng Kvarken Interreg Kvarken-MittSkandia Interreg Kvarken –MidtSkandia Interreg Merenkurkku-MittSkandia                                  | Phần Lan, Na Uy, Thụy Điển                                      | 1972          |
| Vùng châu Âu Mesta-Nestos | Bulgaria, Hy Lạp                                                | 1997          |
| Vùng châu Âu Meuse-Rhein Euregio Maas-Rhein Euregio Maas-Rijn Eurégion Meuse-Rhin                                                             | Bỉ, Đức, Hà Lan                                                 | 1976          |
| Vùng châu Âu Neisse Euroregion Neisse-Nisa-Nysa Nysa, Nisa, Neisse Euroregion                                                                 | Cộng hòa Czech, Đức, Ba Lan                                     | 1991          |
| Vùng châu Âu Neman Niemen (Nieman) Euroregion Euroregion Nemunas                                                                              | Belarus, Litva, Ba Lan, Nga                                     | 1997          |
| Hội đồng Bắc Calotte Nordkalottrådet Pohjoiskalotin neuvosto                                                                                  | Phần Lan, Na Uy, Thụy Điển                                      | 1971          |
| Vùng châu Âu Núi Ore Euroregion Krušnohoří Euroregion Erzgebirge                                                                              | Cộng hòa Czech, Đức                                             | 1992          |
| Vùng châu Âu Østfold-Bohuslän/Dalsland Østfold-Bohuslän/Dalsland Border Committee                                                             | Na Uy, Thụy Điển                                                | 1980          |
| Vùng châu Âu Pomerania EUROREGION POMERANIA                                                                                                   | Đan Mạch (đề nghị), Đức, Ba Lan, Thụy Điển                      | 1995          |
| Vùng châu Âu Pomoraví - Záhorie - Weinviertel                                                                                                 | Áo, Cộng hòa Czech, Slovakia                                    | 1999          |
| Vùng châu Âu Praděd Euroregion Praděd Euroregion Pradziad                                                                                     | Cộng hòa Czech, Ba Lan                                          | 1998          |
| Vùng châu Âu Pro Europa Viadrina | Đức, Ba Lan                                                     | 1993          |
| Vùng châu Âu Pyrenees-Địa Trung Hải Euroregió Pirineus Mediterrània Eurorregión Pirineos Mediterráneo Eurorégion Pyrénées-Méditerranée        | Pháp, Tây Ban Nha                                               | 2004          |
| Vùng châu Âu Nova Raetia Nova Raetia | Áo, Thụy Sĩ                                                     | ?             |
| Vùng Sønderjylland-Schleswig Region Sønderjylland - Schleswig                                                                                 | Đan Mạch, Đức                                                   | 1997          |
| Vùng châu Âu Rhein-Waal Euregio Rhein-Waal Euregio Rijn-Waal                                                                                  | Đức, Hà Lan                                                     | 1973          |
| Rhine-Meuse-North euroregion Euregio Rhein-Maas-Nord Euregio Rijn-Maas-Noord                                                                  | Đức, Hà Lan                                                     | 1978          |
| Saar-Lorraine-Luxembourg-Rhin euroregion | Đức, Pháp, Luxembourg                                           | 1995          |
| Salzburg-Berchtesgadener Land-Traunstein euroregion                                                                                           | Áo, Đức                                                         | 1993          |
| Scheldemond euroregion Conseil de l'Estuaire de l'Escaut                                                                                      | Bỉ, Pháp, Hà Lan                                                | 1989          |
| Sea Alps euroregion Euroregione "Alpi del Mare" Eurorégion des "Alpes de la Mer"                                                              | Pháp, Ý                                                         | 1990          |
| Silesia euroregion | Cộng hòa Séc, Ba Lan                                            | 1998          |
| Silva Nortica euroregion Euroregion Silva Nortica / Jihočeská Silva Nortica                                                                   | Áo, Cộng hòa Séc                                                | 2002          |
| Spree-Neisse-Bober euroregion Sprewa-Nysa-Bóbr Euroregion                                                                                     | Đức, Ba Lan                                                     | 1992          |
| Tatras euroregion Euroregion Tatry Euroregión Tatry                                                                                           | Ba Lan, Slovakia                                                | 1994          |
| Tornio River Valley Council The Tornedalen Council Tornedalsrådet Tornionlaakson Neuvosto                                                     | Phần Lan, Thuỵ Điển                                             | 1987          |
| Tyrol-South Tyrol-Trentino Europaregion Tirol-Südtirol-Trentino Euregio Tirolo-Alto Adige-Trentino                                            | Áo, Ý                                                           | 1998          |
| TriRhena euroregion Regio TriRhena | Đức, Pháp, Thụy Sĩ                                              | 1995          |
| Siret - Prut - Nistru euroregion Regiunea Siret - Prut - Nistru                                                                               | România, Republic of Moldova                                    | ?             |
| Stara Planina euroregion | Serbia, Bulgaria                                                | 2006          |
| Superior Prut and Lower Danube euroregion Euroregiunea Dunărea de Jos                                                                         | România, Republic of Moldova và Ukraina                         | 1998          |
| Via Salina euroregion Ausserfern and Kleinwalsertal/Bregenzerwald Euregio                                                                     | Áo, Đức                                                         | 1997          |
| West/West Pannonia euroregion | Áo, Hungary                                                     | 1998          |
| White Carpathians euroregion Euroregion Bílé Karpaty Euroregión Biele Karpaty                                                                 | Cộng hòa Séc, Slovakia                                          | 2000          |
| Zugspitze-Wetterstein-Karwende euroregion | Áo, Đức                                                         | 1998          |